# Долно Егри
Доњи Егри (мкд. Долно Егри) су насеље у Северној Македонији, у јужном делу државе. Доњи Егри припадају општини Битољ.

## Географија
Насеље Доњи Егри је смештено у крајње јужном делу Северне Македоније, близу државне границе са Грчком (3 km јужно од насеља). Од најближег већег града, Битоља, насеље је удаљено 20 km југоисточно.
Доњи Егри се налазе у јужном делу Пелагоније, највеће висоравни Северне Македоније. Насељски атар је равничарски, док се даље, ка западу, издиже планина Баба. Источно од села тече речица Сакулева, значајна притока Црне реке. Надморска висина насеља је приближно 590 метара.
Клима у насељу је умереноконтинентална.

## Становништво
Доњи Егри су према последњем попису из 2021. године били без становника.
Претежно становништво били су Македонци.
Већинска вероисповест било је православље.